# Melanothrix alternans
Melanothrix alternans är en fjärilsart som beskrevs av Arnold Pagenstecher 1890. Melanothrix alternans ingår i släktet Melanothrix och familjen Eupterotidae. Inga underarter finns listade i Catalogue of Life.